# Баран, Марцин
Ма́рцин Ба́ран (пол. Marcin Baran, 16.11.1963 г., Краков, Польша) — польский поэт, эссеист, журналист.

## Биография
Марцин Баран родился 16 ноября 1963 года в Кракове. Окончил факультет полонистики Ягеллонского университета.
В 80-е и 90-е годы Марцин Баран сотрудничал с литературным журналом «brulion». В 2002—2003 годах сотрудничал с еженедельником «Przekrój», позднее работал в краковском Институте книги и телеканале «Культура». Марцин Баран был первым заместителем главного редактора и секретарём редакции газеты «Dziennik Polski».
В настоящее время Марцин Баран работает в краковском Педагогическом университете.

## Творчество
В 1990 году издал свой первый поэтический сборник «Pomieszanie». Позднее издавал многочисленные поэтические произведения, сборник поэтической прозы «Prozak liryczny». Вместе с Марцином Сьветлицким и Марцином Сендецким участвовал в редактировании сборника «Długie pożegnanie. Tribute to Raymond Chandler». В 1997 году был номинирован на литературную премию Нике за том «Zabiegi miłosne».
Сочинение Марцина Барана были переведены на немецкий, словацкий и чешский языки.

## Сочинения
- Pomieszanie Kraków, Oficyna Literacka, 1990;
- Sosnowiec jest jak kobieta, Kraków-Warszawa: bruLion, 1992;
- Zabiegi miłosne, Kraków, Baran i Suszczyński, 1996 (номинация премии Нике);
- Sprzeczne fragmenty, Poznań: a5, 1996;
- Tanero Kraków, Oficyna Literacka, 1998;
- Prozak liryczny,Kraków, WL, 1999;
- Bóg raczy wiedzie, Kraków, Zebra, 2000;
- Destylat, Kraków, Wydawnictwo Zielona Sowa 2001;
- Gnijąca wisienka, Kraków: a5, 2003;
- Mistyka i zmysły, Kraków, Austeria, 2008.
- Długie pożegnanie. Tribute to Raymond Chandler, Warszawa, Prószyński i S-ka, 1997
- Carnivorous Boy Carnivorous Bird Chicago, Zephyr Press, 2002